# ذاكرة أسطوانية

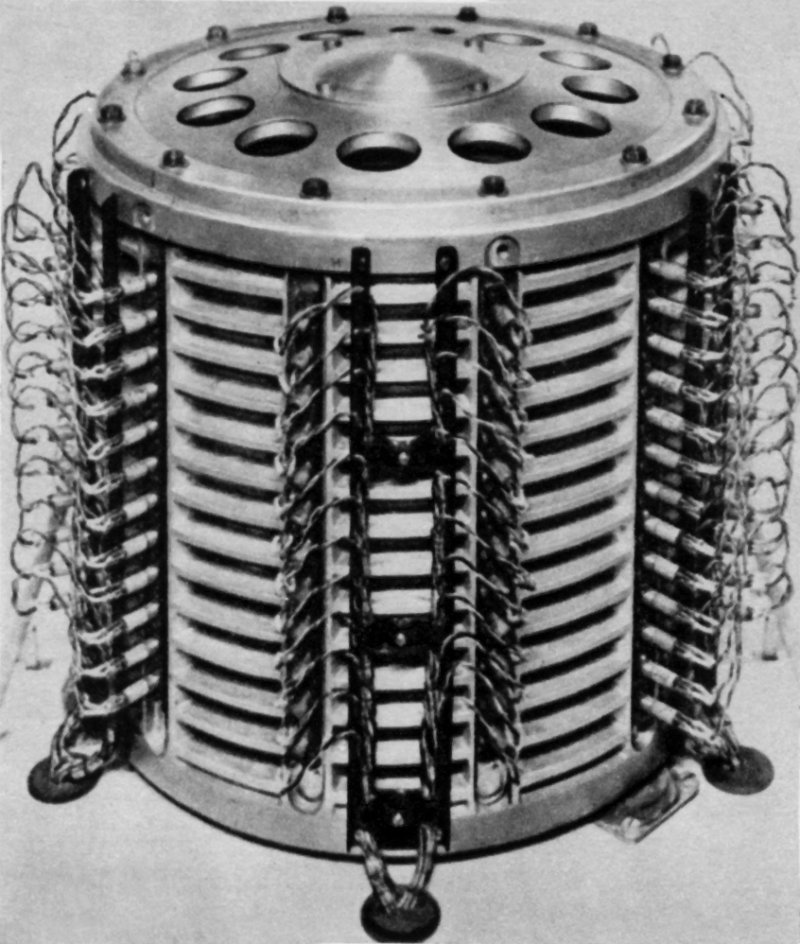
ذاكرة حاسوب بولندي موديل ZAM-41

الذاكرة الأسطوانية (بالإنجليزية: Drum memory)‏ هي جهاز تخزين مغناطيسي وكانت أحد أشكال ذواكر الحاسوب الأولى التي كانت تستخدم بشكل واسع من خمسينيات القرن الماضي حتى ستينياته. تم اختراع هذا النوع من الذواكر في عام 1932 في النمسا من طرف المخترع غوستاف توشيك. كانت الذاكرة الأسطوانية ذاكرة التشغيل الأساسية للعديد من الأجهزة وذلك عن طريق تحميل البيانات والبرامج من وإلى الأسطوانة  باستخدام شريط ورقي أو بطاقات مثقبة. الذواكر الأسطوانية كانت شائعة الاستخدام جداً كذاكرة التشغيل الرئيسية في أجهزة الحاسب. فيما بعد، استبدلت الذاكرة الأسطوانية بذواكر مثل ذاكرة اللب وعدة أنظمة أخرى التي كانت أسرع ولا تحتوي على أجزاء متحركة، واستمرت حتى ظهور ذاكرة شبه الموصل.

## الوصف
الذاكرة الأسطوانية أسطوانة معدنية كبيرة الحجم مغلفة من الخارج بسطح من مادة تسجيل عالية النفاذية المغناطيسية. من الممكن اعتبارها سلف أطباق القرص الصلب لكن ليس على شكل طبلة بل على شكل قرص مسطح. في معظم الحالات صف من رؤوس القارئة -الكاتبة الثابتة التي تدور حول محور الأسطوانة الطويل، رأس واحد لكل مسار.
الذاكرة الأسطوانية المستخدمة في حواسيب أتاناسوفت -بيري كانت تخزن المعلومات باستخدام ذاكرة المكثف المتجدد.
الفرق بين الذاكرة الأسطوانية والأقراص الحديثة هو أن رؤوس في الذاكرة الأسطوانية لا تحتاج أن تتحرك إلى المسار للوصول، المتحكم ببساطة ينتظر حتى تظهر البيانات تحت الرأس المناسب بينما تدور الأسطوانة. في محرك الأقراص الرأس ينتظر مدة معينة، وقت الانتظار، حتى يتحرك نحو المكان المناسب بينما أداء الذاكرة الأسطوانية ذات الرؤوس الثابتة محدد بالكامل تقريباً بالسرعة الدورانية.
وقت الوصول كان يحدد بالتأخير الدوراني, الوقت الذي تستغرقه الأسطوانة حتى تدير بيانات المرادة إلى الوضع. في أسوأ الحالات يكون الوقت هو نفسه الوقت اللازم لإتمام الأسطوانة دورة كاملة. خصوصاً عندما كانت الذاكرة الأسطوانية تستخدم كذاكرة التشغيل الرئيسية، كان المبرمجون أحياناً يوجهون الرموز البرمجية على الأسطوانة فيقل الوقت اللازم للوصول إلى التعليمة التالية. كانو يعملون ذلك عن طريق حساب الوقت الذي يحتاجه الحاسوب ليحمل معلومة جديدة بعد استقبال المعلومة السابقة لها, ثم يضعون تلك المعلومة على الأسطوانة بحيث تصل تحت الرأس في الوقت المناسب. طريقة تعويض الوقت هذه تسمى عامل التخطي, وبقيت قيد الاستخدام لسنوات عديدة في متحكمات القرص الصلب.
طريقة رأس لكل مسار ليست ملازمة لتقنية الذاكرة الأسطوانية، القليل من الذواكر الأسطوانية مثل يونيفاك فاستراند ك كان تحتوي على رأس متحرك أو أكثر. مثل هذه الذواكر لم تستطع المنافسة في مواجهة محركات القرص الصلب في مجال تطبيقات التخزين وأوقف تصنيعها في سبعينيات القرن الماضي.
بشكل مماثل، أقراص الرأس لكل مسار كانت تستخدم غالباً للترحيل وحلت محل طبول الرأس الثابت في هذا التطبيق في السبعينيات من القرن الماضي. لكن كلا التقنيتين انتهتا بمجيء ذواكر أشباه الموصلات الغير غالية الثمن.
في أيامنا المعاصرة BSD Unix وما انحدر عنه، /dev/drum هو جهاز المبادلة الأساسي، المشتق من استخدام جهاز التخزين الثانوي الذاكرة الأسطوانية وسيلةً لحفظ الصفحات في الذاكرة الافتراضية. في 1980، أجهزة PDP-11/45 التي كانت تستخدم الذواكر الأسطوانية للمبادلة (وذاكرة لب مغناطيسية) كانت لا تزال قيد الاستخدام في العديد من مواقع UNIX الأصلية.